# Alter Nordfriedhof (München)

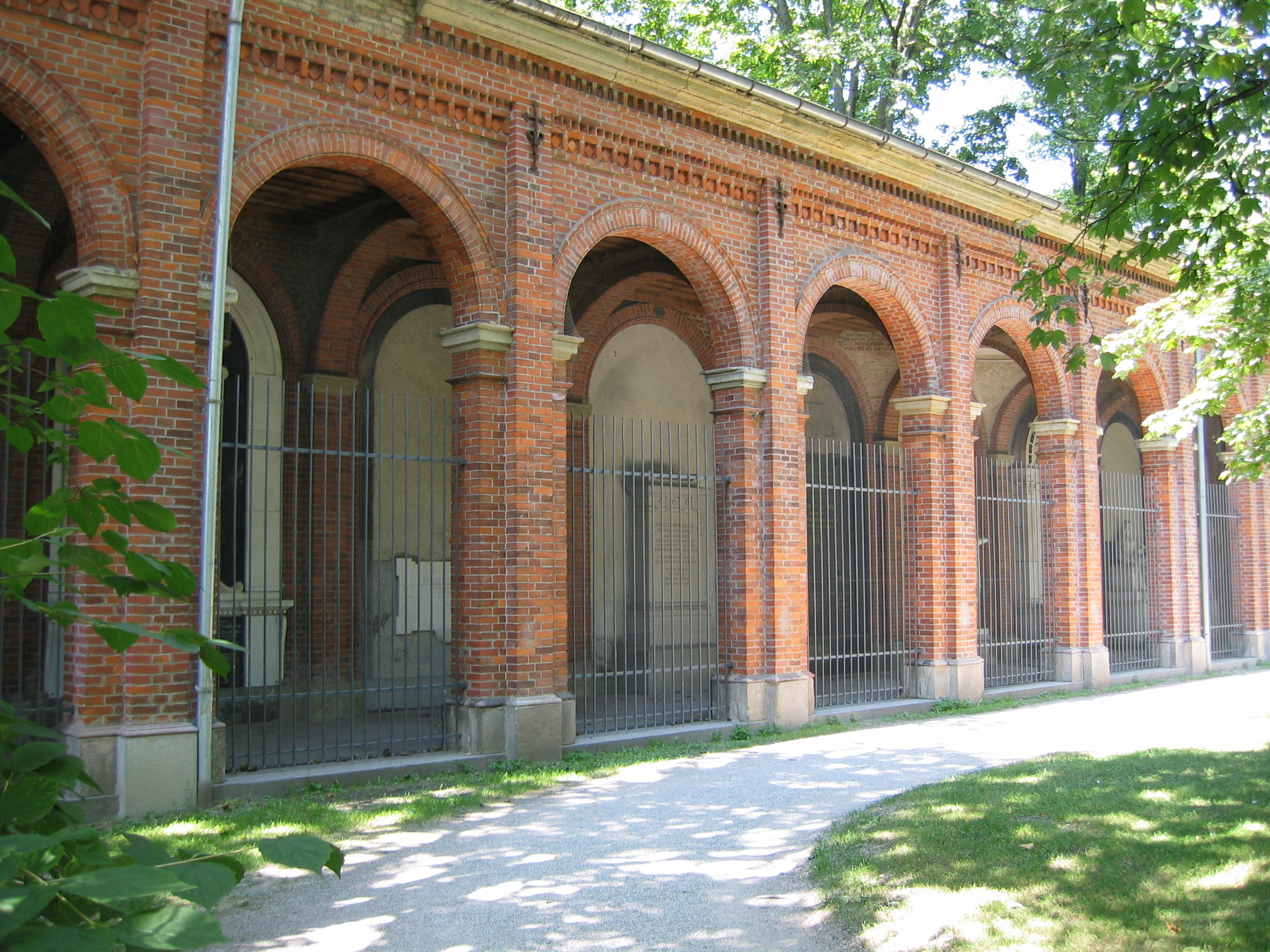
Arkadengräber

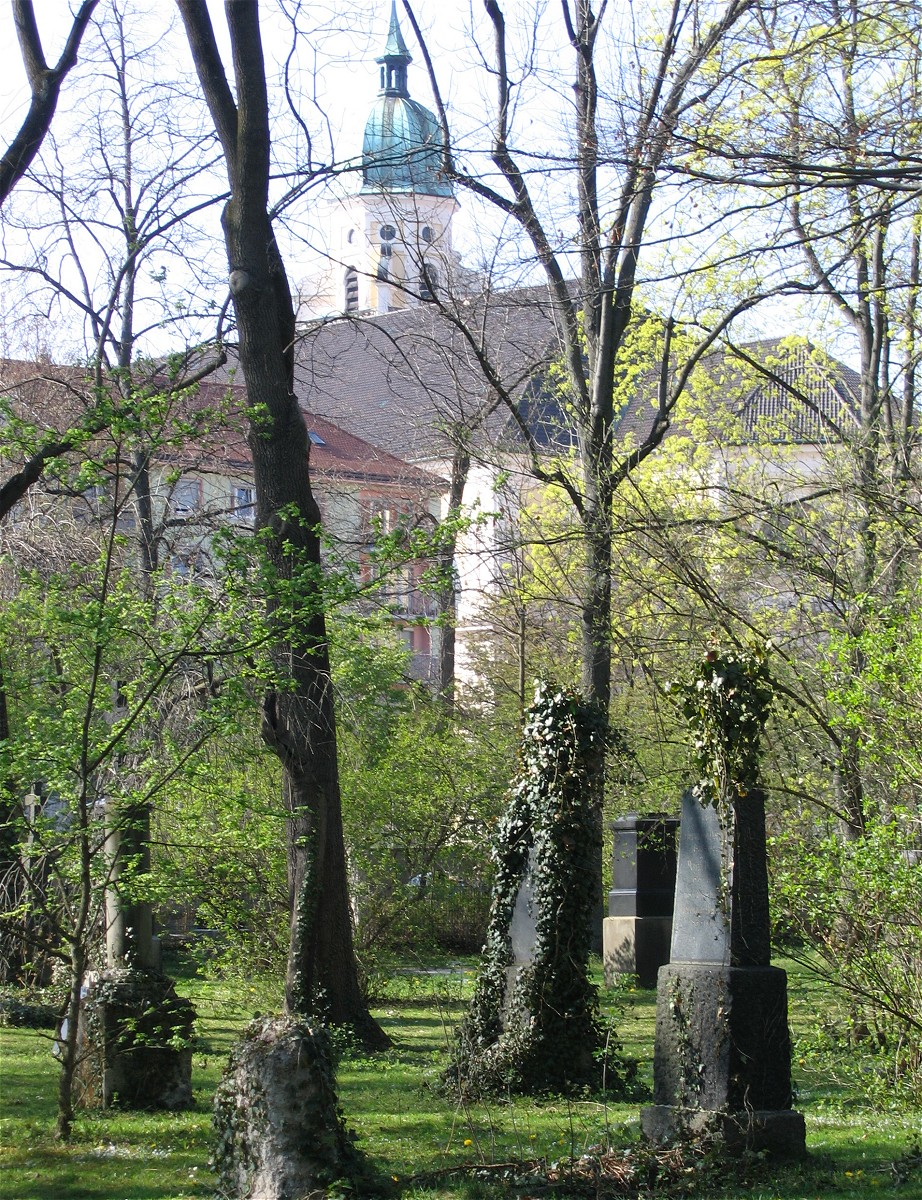
Im Hintergrund Kirche St. Joseph

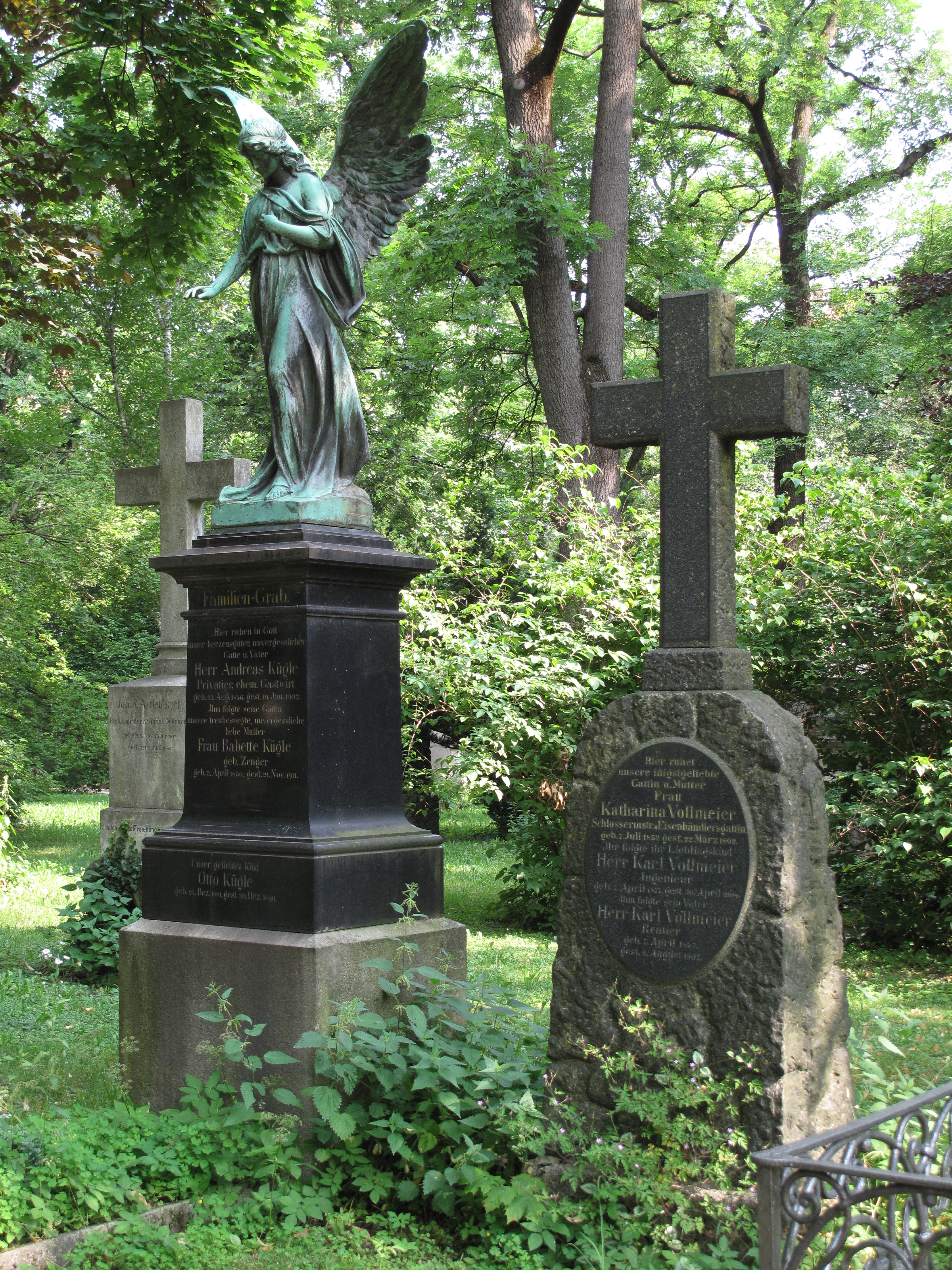
Grabmale

Der Alte Nordfriedhof (häufig auch Alter Nördlicher Friedhof) ist ein von 1869 bis 1944 genutzter Friedhof an der Arcisstraße in München. Er wurde ab 1866 nach Entwürfen von Stadtbaurat Arnold Zenetti errichtet. Heute wird er auch als Parkanlage genutzt.

## Denkmalschutz
Der Alte nördliche Friedhof steht unter Denkmalschutz und ist unter dem Aktenzeichen D-1-62-000-389 in der Denkmalliste des Bayerischen Landesamtes für Denkmalpflege erfasst.

## Geschichte
Bis 1563 lagen die Friedhöfe Münchens innerhalb der Stadtmauern. Mit dem Alten Südlichen Friedhof vor dem Sendlinger Tor entstand erstmals ein Friedhof außerhalb der Mauern. Zum Hauptfriedhof der Stadt wurde er mit dem von Kurfürst Karl Theodor 1789 erfolgten Verbot von Bestattungen „intra muros“, also innerhalb der Stadtmauern Münchens. Der Südliche Friedhof war zu dieser Zeit die einzige und allgemeine Begräbnisstätte für die Toten aus dem gesamten Stadtgebiet. Zunehmend wurde jedoch dieser Friedhof für die schnell wachsende Stadt zu eng, weswegen mit den Planungen eines neuen Friedhofs im nördlichen Teil der Stadt begonnen wurde. Zwischen Juni 1866 und Sommer 1869 wurde in der Maxvorstadt der Nördliche Friedhof erbaut.
Bereits die Planungen dazu spiegelten den Zwiespalt der Gesellschaft gegenüber Friedhöfen und öffentlichen Bauten allgemein wider: Einerseits gibt es den allgemeinen Wunsch, auf dem Friedhof eine möglichst prominente Grabstelle zu haben, andererseits soll der Friedhof nicht vor der eigenen Haustüre liegen. Trotz aller Widrigkeiten konnte der Nördliche Friedhof am 5. Oktober 1868 eröffnet werden. Die erste Beisetzung fand noch am selben Tag statt, als der frühere Stadtpfarrer von St. Ludwig auf den neuen Friedhof umgebettet wurde.
Der Nördliche Friedhof selbst war ursprünglich in 16 gleich große Felder eingeteilt, die Grundform ist rechteckig. Entlang der westlichen Mauer wurden 30 Arkadengrüfte angelegt, in der Mitte des Friedhofs befindet sich ein großes Kreuz. An die rechteckige Form schlossen sich im Westen noch die Aussegnungshalle und einige weitere Wirtschaftsbauten an. Damit entsprach er in seinen geometrischen Grundmuster und den (zumindest teilweisen) Arkaden an der Mauer dem Campo-Santo-Gedanken.
Mit der Machtübernahme der Nationalsozialisten im Jahre 1933 wurde der Nördliche Friedhof dann im Ganzen in Frage gestellt: das NS-Regime wollte im Zuge des Umbaus von München als Hauptstadt der Bewegung die Isabellastraße mit der Luisenstraße verbinden, um dort eine Prachtallee zu errichten, die zu Adolf Hitlers vorgesehenem Alterssitz in Schwabing führen sollte. Bei dieser Planung stand allerdings der Alte Nördliche Friedhof im Weg. Aus diesem Grund wurde zuerst die Ruhefrist herunter gesetzt und dann ab 1939 der reguläre Beerdigungsbetrieb eingestellt. Bis 1944 gab es noch einzelne Beerdigungen in bestehenden Familiengräbern. Als durch Bombenangriffe im Zweiten Weltkrieg auch der Friedhof stark in Mitleidenschaft gezogen wurde, kam für den Friedhof die endgültige Schließung. Bei den Angriffen wurden auch viele Arkadengrüfte und die meisten anderen Friedhofsbauten zerstört.
In den Nachkriegsjahren entschloss man sich dazu, den Alten Nördlichen Friedhof nicht mehr für den Beerdigungsbetrieb zu eröffnen. Zum einen waren die meisten Grabfelder ohnehin belegt, zum anderen gab es mit den Anfang des 20. Jahrhunderts unter Hans Grässel entstandenen Großfriedhöfen genügend Kapazitäten, um auf diesen eher kleinen Friedhof zu verzichten. In der Folge wurden viele Gräber abgeräumt; von der Gesamtkapazität von 7272 Grabstätten sind heute nur noch gut 700 erhalten. Insgesamt wurden von 1868 bis 1944/45 circa 62.000 Personen dort bestattet. Die Hälfte der Arkaden wurde nach den Kriegszerstörungen nicht wieder aufgebaut; an Stelle der Aussegnungshalle befindet sich heute ein vom restlichen Friedhof abgetrennter Spielplatz. Die heutige Gestalt erhielt er durch den Architekten Hans Döllgast, der auch den Südlichen Friedhof nach den Kriegsschäden gestaltet hat. Der Alte Nördliche Friedhof ist ein geschütztes Baudenkmal mit der Nr. D-1-62-000-389.

## Gegenwart

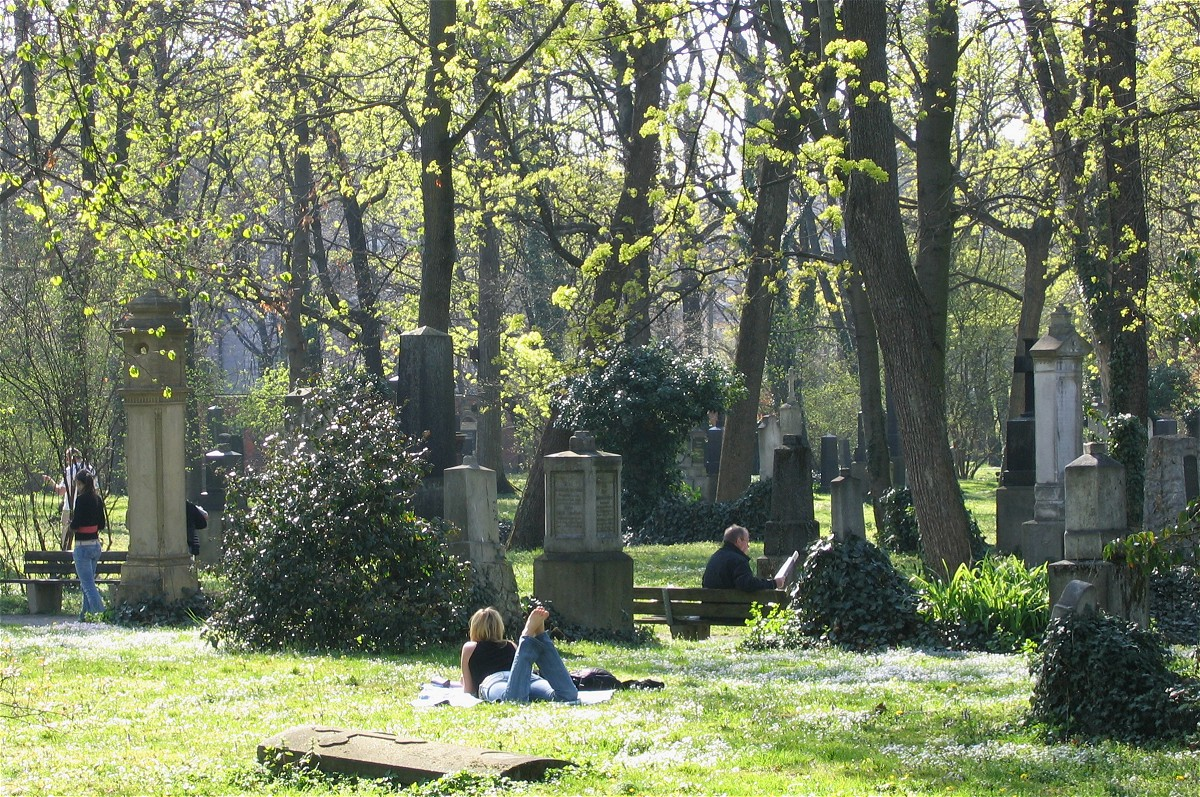
Nutzung als Liegewiese

Der Friedhof stellt heute mit seinem aufgelockerten Laubbaumbestand eine bedeutende Grünfläche im Stadtteil Maxvorstadt dar und wird im Rahmen der Pietät gegenüber den vor langer Zeit hier beigesetzten Personen als kleine Parkanlage genutzt. Zahlreiche Bänke stehen den Spaziergängern zur Verfügung. An schönen Tagen wird der Platz zwischen den teilweise efeuumrankten Grabmalen gerne als Liegewiese genutzt. Zudem hat sich der Weg entlang der Innenseite der Friedhofsmauer und der Arkaden als beliebte Strecke für Jogger etabliert. Eine Runde um das rechteckige, vier Hektar große Areal ergibt eine Strecke von etwa 750 Meter.
Der westlich sich anschließende Spielplatz bietet unter anderem Möglichkeiten zu Ballspielarten oder für Bodenschach. Das Bodenschach am Alten Nordfriedhof spielt eine zentrale Rolle im Kriminalroman Kant und der Schachspieler von Marcel Häußler.

## Gräber bekannter Persönlichkeiten

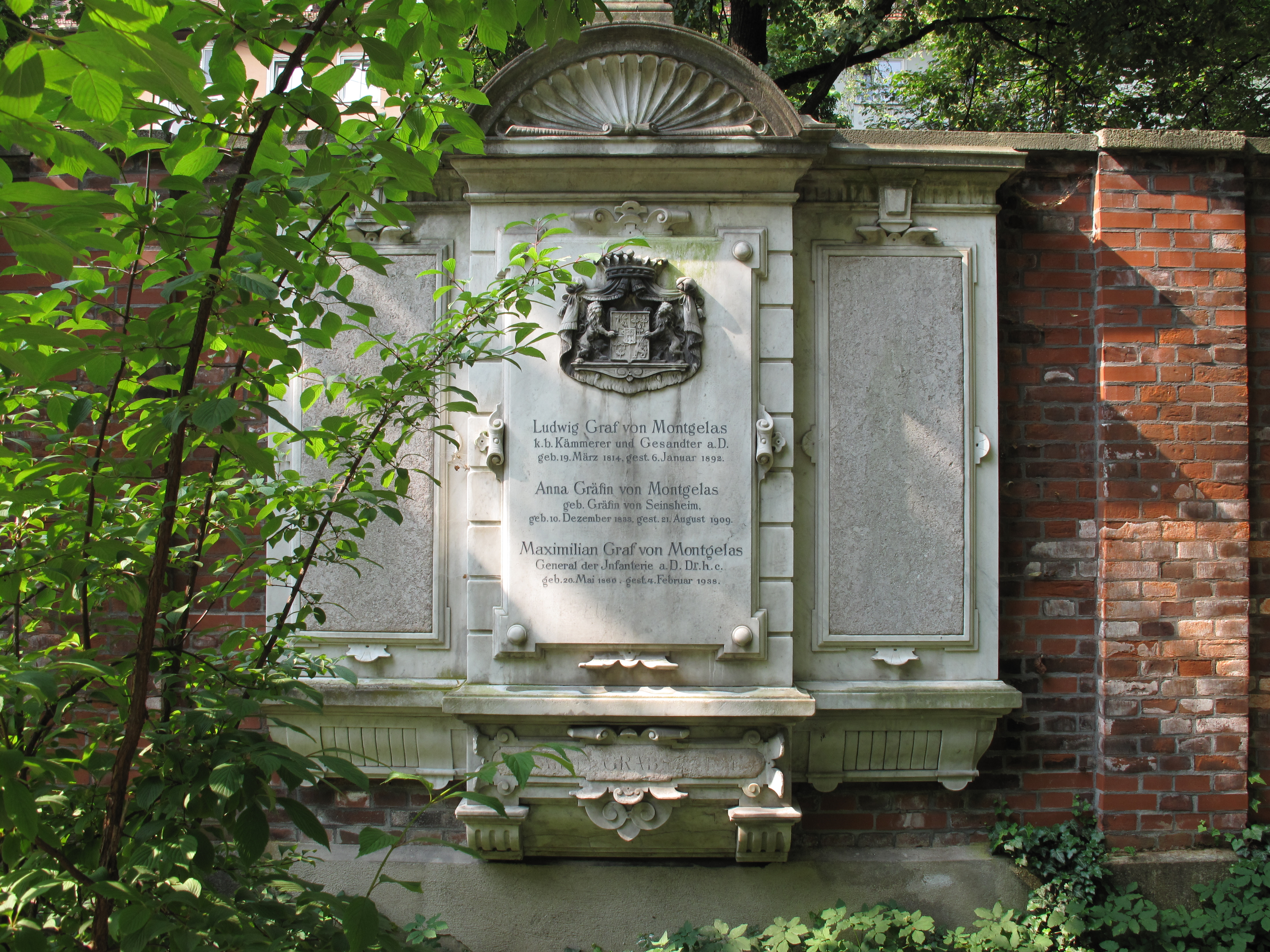
Grabstelle von Maximilian von Montgelas

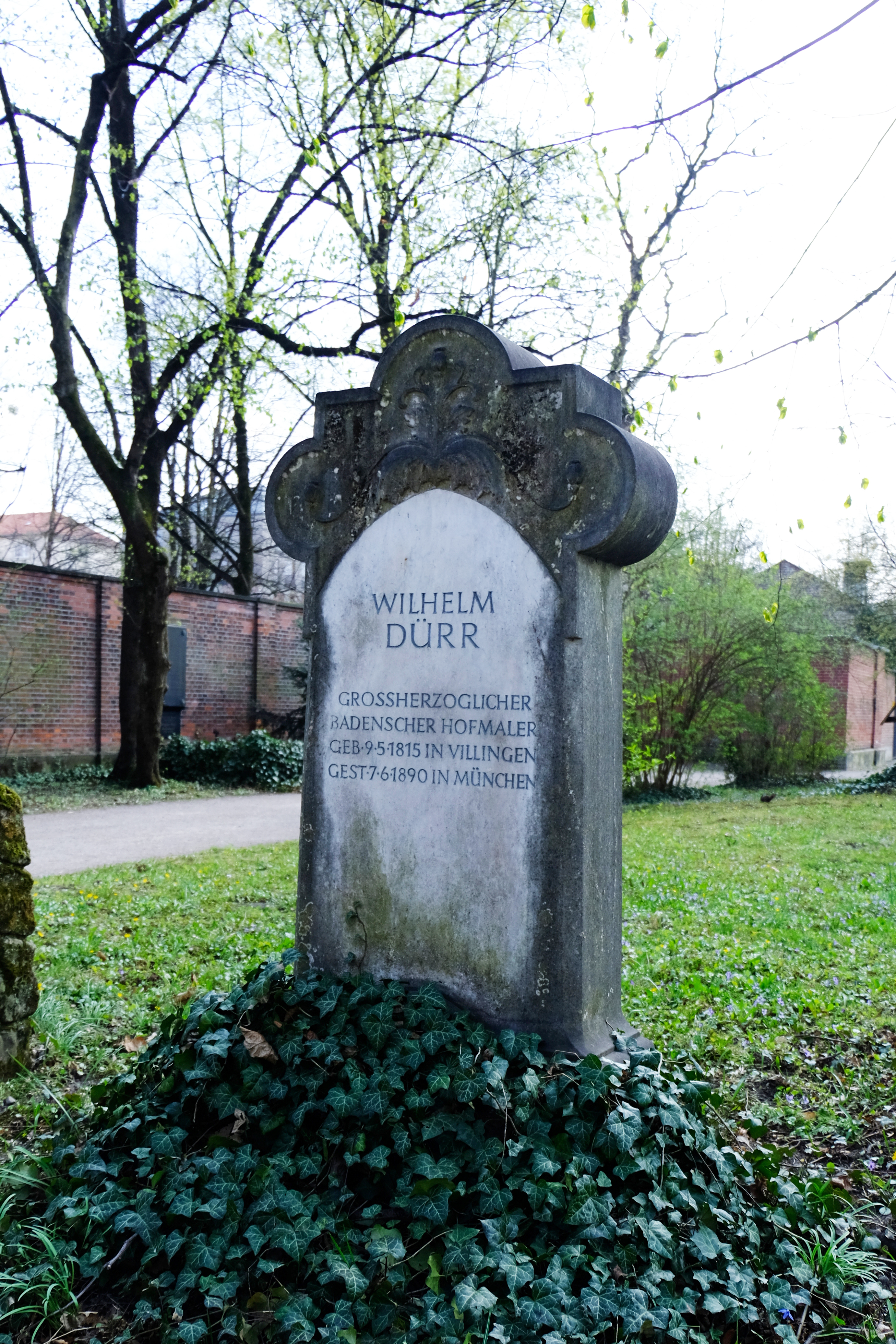
Grabstelle von Wilhelm Dürr (genannt der Ältere)

- Karl von Alwens (1820–1889), Landtagsvizepräsident und seine Schwester Karoline Roos geb. Alwens (1822–1896), Mordopfer
- Wilhelm Bauer (1822–1875), Ingenieur
- Karl Maximilian von Bauernfeind (1818–1894), Ingenieur und Geodät
- Louis Braun (1836–1916), Professor und Historienmaler
- Wilhelm von Diez (1839–1907), Maler und Akademieprofessor
- Wilhelm Dürr der Ältere (1815–1890), badischer Hofmaler
- August „Gustl“ Gemming (1836–1893), Lyriker und Altmünchner Original, Herausgeber humoriger Bücher, Oberleutnant a. D. (aus Durscht – wie er es nannte) des Königlich Bayerischen 12. Infanterie-Regiment „Königin Amalie von Griechenland“.[3] Gewann eine Wette, nackt durch die Straßen der Stadt zu reiten, weil er sich eine Uniform auf seinen Körper malen ließ.[4] Grabstein ist erhalten.
- Lucile Grahn-Young (1819–1907), dänische Tänzerin und Ballettmeisterin.
- Carl Wilhelm von Gümbel (1823–1898), Geologe und Münchener Ehrenbürger
- Rosa Herzfeld-Link (1846–1900), Schauspielerin
- Carl August Lebschée (1800–1877), Maler und Zeichner des Münchner Stadtbildes
- Hermann Lingg (1820–1905), Schriftsteller, Gründer der Krokodile
- Joseph Molitor von Mühlfeld (1855–1890), Kunstmaler
- Maximilian von Montgelas (1860–1938), bayerischer General der Infanterie, Politiker, Diplomat und Historiker
- Sigmund Riefler (1847–1912), Konstrukteur von wissenschaftlichen Präzisionspendeluhren
- Wilhelm Heinrich Riehl (1823–1897), Journalist, Novellist und Kulturhistoriker
- Emil Rohde (1839–1913), bayerischer Hofschauspieler
- Michael Joseph Rossbach (1842–1894), Mediziner
- Benignus von Safferling (1824–1899), General der Infanterie und bayerischer Kriegsminister
- Franz Xaver Schönwerth (1810–1886), Oberpfälzer Volkskundler
- Isidor Silbernagl (1831–1904), katholischer Theologe und Hochschullehrer
- Ludwig von der Tann-Rathsamhausen (1815–1881), General der Infanterie und Kommandierender General des I. Königlich Bayerisches Armee-Korps
- Paul Hermann Tesdorpf (1858–1936), Psychiater und Schriftsteller, und Therese Tesdorpf-Sickenberger (1853–1926), Pädagogin und Schriftstellerin
- Carl von Thieme (1844–1924), Gründer Münchener Rückversicherung und Allianzversicherung
- Michael Wagmüller (1839–1881), deutscher Bildhauer; erschuf die eigene Familiengrabskulptur, für die er bei der Weltausstellung Paris 1878 mit dem Orden der französischen Ehrenlegion ausgezeichnet wurde.
- Moritz Wagner (1813–1887), Biologe, Reisender, Ethnologe, Geograph, Naturforscher und 1. Konservator der königlich ethnographischen Sammlungen (später: Staatliches Völkerkundemuseum München)
- Anderl Welsch (1842–1906), Volkssänger, Unterhaltungskünstler und Singspieldirektor
- Julius Zumbusch (1832–1908), Bildhauer